# Grefusa
Grefusa és un grup empresarial valencià amb seu a Alzira (Ribera Alta) dedicat principalment a la producció i distribució de snacks, creïlles xips i fruits secs. A més el grup Grefusa es dedica també a altres activitats en el sector immobiliari, màquines expenedores i l'aviació civil, amb la seua aerolínia Wondair. El nom és derivat de Josep Gregori Furio que va fundar l'empresa el 1929.